# 上野火山
上野火山（うえの かざん、1958年12月14日 - ）は、日本の劇作家・翻訳家・演出家・俳優。「Drama Project 空中スケッチ」主宰。法政大学文学部日本文学科「比較演劇学」講師。

## 来歴
岩手県出身。岩手県立一関第一高等学校卒。
慶應義塾大学文学部哲学科在学中より、演劇活動を開始し、演出家・奈良橋陽子に師事。演劇集団UPS（あっぷす）の創設に参加。Method Acting（メソッド演技法）を修得し、俳優としてキャリアを積む。その後、ドラマ性の高い脚本と音楽性の高い演出で独自の世界を創造している。
父は作家・上野霄里。動物行動学者・上野吉一は実弟。

## 思想
- 主宰する劇団『Drama Project 空中スケッチ』の在り方は、以下のように要約されている。（公式サイトより引用）「Drama Project 空中スケッチは、リアルな日常生活の中に、ともすれば見失われしまう一瞬の煌めきを、ドラマを通じて再発見し追体験していこうというプロジェクトです。観念的な抽象論ではなく、かけがえのない生活というリアリティーを追求していきたいと思います。それはまるで画家のスケッチブックの画の断片のように」

- リアリティー（現実感）というものに対する疑問から劇作をはじめ、リアリズムを標榜するMethod Actingに対する違和感から、リアリティーやリアリズムという言葉を長きにわたりあえて封印してきた。しかしながら、ごく最近になって、自らの作品自体のオーソドキシーに触れる際、リアリティーという用語をもう一度問い直し、使っている。

- 「リアリティーという言葉を単純に用いるべきではない。短絡したリアリズムはドグマへの道である」と講義で述べたことがある。

- 「人間の愚かさの自覚」が上野火山のドラマの中心テーマのひとつと思われる。演劇の持つ機能のひとつは「無知の知」を知らしめること。だとすれば、現実に胡座をかく人間ではなく、挫折の中で必死にもがく人間こそ描くべき対象であろう。

- ノーム・チョムスキー、ハワード・ジン、ジャック・ケルアック等に共感を抱いていることがブログの記述等で判明している。

- 「教育とは他者に与える前に、まずは己自身にほどこすものである」これも講義で述べた言葉。

- 特に、八十年代以降の小劇場演劇に無意識のようにしてつきまとうポストモダン的傾向に反発する。挫折や失敗をしっかりと受けとめ向き合うことをせず、ただ面白可笑しいか、もしくは、何もない何もしない空虚さを面白がるその傾向を、現代のアパシー（無関心）のひとつの現れと見る。

- ポストモダン的傾向から、今やアメリカを中心として、演劇に「新自由主義的（ネオリベラリズム的）」な価値観が大きな影響を及ぼし、観客が単なる消費者の位置に引き下げられ、受け身の存在として、舞台本来のもつ共同作業として演劇を生み出す部分から切り離されている、と説く。

- 「共感する力」を取り戻すことは、演劇を楽しむことができるばかりでなく、創造的な存在として、メディアで流布される幻想や虚偽に惑わされず、「生活者」としてのリアルを取り戻す重要なきっかけになる、と見ている。これを「共感の次元」と呼び、演劇的営為の基礎とみなしている。「演劇とはまさに共感の芸術である」

- 「共感の次元」には4種類あると考えている。（講義ノートよりメモ抜粋）：「Sympathy, Compassion, Empathy, Identification：それぞれ日本語で「共感」と訳せるが、Sympathyは「同情」に近く、Compassionは「共鳴」に近い、更にEmpathyは「実相観入」に近い表現と見なす。上野にとって「共感の次元」に最も近いのはIdentificationであり、Identificationこそ「他者に己自身を見る」という演劇の機能に則したものなのだ。したがって、演劇とはまさに他者に対しIndentifyすることに他ならない。その意味で、演劇は単なる見世物でも固定化した芸術作品でもない、他者に己自身を見るプロセスそのものである。演劇の持つダイナミズムはここにある。」

- 「風の演劇」（講義ノートより一部抜粋）：「風とはメタファーでありながら、ひとつの現実である。風のない凪の状態は永く続くことはない。凪はいずれ風に取って代わられる。風が香を運び、音を伝える。風が感触を意識させ、風が感情を波立たせる。後ろから吹き寄せる風に乗ろうが、向かい風に押し戻されようが、僕らは風と共にこの地上に在るのだ。風は人を孤独にする。風は己の精神と会話せよと絶えず促す。人は死んでこの世から消える瞬間まで、皮膚のその表面に何らかの風を感じるはずだ。声は風であり、息づかいは風だ。風は僕らの外に在りながら、同時に僕らの内部に在る。」

- 「台詞の可塑性」（講義ノートより一部抜粋）：「演技者は台詞という一見硬く構築された言葉の持つ、意外なほどの「可塑性(plasticity)」と「溶解性(solubility)」から出発するのだ。言葉の意味は瞬間(moment)として立ち現れるものであり、一定に保つことは出来ない。あるいはこうも言えるかもしれない。言葉の本質的な意味は瞬間の様々な状況に依存し、記号として流通している辞書的な意味は、言葉の表層に過ぎない、と。言葉は理性のみならず情動と深く結びついているので、同じひとつの言葉に対するイメージは、実は多様である。それはまるで、個人個人の見ている色彩そのものを特定することが困難であることに似ている。私の赤と、あなたの赤は対象は同じでも、同じ見え方をしているとは限らない。」

## 主な執筆作品

### 戯曲作品
- Forever アンチゴーヌ（脚本・出演） - 演出：大和田伸也 / 第41回文化庁芸術祭参加作品
- 見わたすかぎりの青（脚本・演出）
- 空にはきらきら金の星（脚本・演出）
- イマジン　―20キロ圏内―（脚本・演出）

### 劇場映画
- シンガポールスリング（脚本・松竹） - 日豪合作映画 / 監督：若松孝二

### ミュージカル作品
- 水伝説（脚本・演出） - UPS（あっぷす）公演
- ミュージカル きかんしゃトーマスとなかまたち（日本語版オリジナル脚本） - フジテレビ「お台場冒険王」公演

### 翻訳作品
- 死の罠 DEATH TRAP （翻訳・翻案/脚本・出演） - 作：アイラ・レヴィン / UPS（あっぷす）公演
- ねぇ、夜は誰のためにあるの?（翻訳） - 作：マイケル・ウェラー / 演出：竹邑類
- エイミーの世界（翻訳） - 作：デヴィッド・ヘアー